# Бернс, Майк
Майкл Томас Бернс (англ. Michael Thomas Burns; родился 14 сентября 1970 года в Марлборо, Массачусетс, США) — американский футболист, защитник. Участник чемпионатов мира 1994, 1998 годов, а также летних Олимпийских игр в Барселоне в составе сборной США.

## Клубная карьера
Бернс родился в Марлборо и начал выступать в местных любительских лигах. В шесть лет он поступил в старшую школу Марлборо, где играл за футбольную команду учебного заведения. В 1987 году он был признан лучшим футболистом года в школе. После её окончания Майк поступил в Хартуикский колледж, где с 1988 по 1991 год выступал за его команду.
В 1995 году Бернс подписал контракт с новообразованной MLS и его командой должен был стать «Нью-Инглэнд Революшн». В августе того же года Майк был отдан в аренду в датский «Виборг» до старта первого сезона американской лиги. После окончания аренды он вернулся в США. В 1998 году Майк был вызван на матч всех звёзд MLS. После окончания сезона 1999 года Бернсом заинтересовались голландский «Утрехт», шотландский «Хартс» и английский «Болтон». 30 мая 2000 года Бернс и Дэн Каличман с драфт-пиком были обменяны на Маурисио Райта в «Сан-Хосе Эртквейкс». Сыграл за «Эртквейкс» всего 18 матчей. 13 марта 2001 года Бернс перешёл в «Канзас-Сити Уизардз» за драфт-пик. В 2002 году он во второй раз принял участие в матче всех звезд MLS. В том же году он завершил карьеру футболиста.

## Международная карьера
В 1992 году Бернс в составе сборной поехал на Олимпийские игры в Барселону. В 1994 году он в составе сборной США принял участие в домашнем чемпионате мира. На турнире Майк был запасным футболистом и на поле так и не вышел.
В 1995 году он принял участие в Кубке Америки. В 1996 и 1998 годах был основным футболистом на турнирах Золотого кубка КОНКАКАФ. В 1998 году Бернс попал в заявку на участие в чемпионате мира во Франции. На турнире он сыграл в матчах против сборных Германии и Югославии. Сразу после мундиаля Майк завершил карьеру в сборной.